# GSC4266-1949
GSC4266-1949 — хімічно пекулярна зоря спектрального класу B7, що має видиму зоряну величину в смузі V приблизно  9,8.

## Пекулярний хімічний склад
GSC4266-1949 належить до Хімічно пекулярних зір з пониженим вмістом гелію 
й в її  зоряній атмосфері спостерігається нестача He у порівнянні з його вмістом в атмосфері Сонця.